# 리영숙
리영숙(1916년 4월 17일~2021년 11월)은 독립운동가 출신 조선민주주의인민공화국의 정치인으로, 광복 이후 최고인민회의 대의원을 역임했다.

## 참고 자료
- Suh, Dae-sook (1981). 《Korean Communism 1945–1980: A Reference Guide to the Political System》 1판. University Press of Hawaii. ISBN 0-8248-0740-5.